# Яблоновський Володимир
Володи́мир Яблоно́вський (кін. 19 — поч. 20 ст.) — український етнограф і агроном, працював у Бессарабії.
1904–1906 співробітник «Київської старовини»; автор монографії про українське весілля в селі Атаки (Бессарабська губернія, зараз Дністровський район Чернівецької області).